# Плави (Грузия)
Плави (груз. ფლავი) — село в Грузии, на территории Горийского муниципалитета края (мхаре) Шида-Картли.

## География
Село находится в центральной части Грузии, на берегу Тирифонского канала, на расстоянии приблизительно 17 километров (по прямой) к северу от города Гори, административного центра муниципалитета. Абсолютная высота — 839 метров над уровнем моря.

## Население
По результатам официальной переписи населения 2014 года в Плави проживал 961 человек (488 мужчин и 473 женщины). В национальной структуре населения грузины составляли 99,6 %.
| Год  | Население, человек |
| ---- | ------------------ |
| 2002 | 1206               |
| 2014 | ↘ 961              |